# Hofamt Priel
Hofamt Priel è un comune austriaco di 1 716 abitanti nel distretto di Melk, in Bassa Austria.